# Azorella lyallii
Azorella lyallii är en växtart i släktet Azorella och familjen flockblommiga växter.
Arten är en perenn som förekommer på Sydön i Nya Zeeland. Den beskrevs först av Joseph Beattie Armstrong och fick sitt nu gällande namn av Gregory M. Plunkett och Antoine N. Nicolas.